# Eugène-Louis-Marie Panescorse
Eugène-Louis-Marie Panescorse, francoski general, * 1881, † 1946.